# UW Девы
UW Девы (лат. UW Virginis), HD 115122 — тройная звезда в созвездии Девы на расстоянии приблизительно 718 световых лет (около 220 парсек) от Солнца.
Пара первого и второго компонентов — двойная затменная переменная звезда типа Алголя (EA). Визуальная звёздная величина звезды — от +12,3m до +8,98m. Орбитальный период — около 1,8108 суток.
Определена как новый класс полуотделённых затменных переменных типа Алголя Дэвидом Е. Мкртчяном и др. в 2002 и 2004 году*.

## Характеристики
Первый компонент — белая звезда спектрального класса A2, или A4, или A8IV-V. Масса — около 1,75 солнечной, радиус — около 1,5 солнечного, светимость — около 9,772 солнечной. Эффективная температура — около 8318 K.
Второй компонент — оранжевая звезда спектрального класса K3IV. Масса — около 0,4 солнечной, радиус — около 2,05 солнечного, светимость — около 0,891 солнечной. Эффективная температура — около 3890 K.
Третий компонент. Масса — не менее 0,94 солнечной. Орбитальный период — около 62,3 года.

## Планетная система
В 2019 году учёными, анализирующими данные проектов Hipparcos и Gaia, у звезды обнаружена планета HIP 64672 b.